# جبريل غونزاغا
جبريل غونزاغا (بالبرتغالية: Gabriel Gonzaga‏) هو فنان قتال مختلط برازيلي، ولد في 18 مايو 1979 في ريو دي جانيرو في البرازيل.

## وصلات خارجية
- جبريل غونزاغا على موقع بوكس ريك (الإنجليزية) (registration required)
- جبريل غونزاغا على موقع شيردوغ (الإنجليزية)
- جبريل غونزاغا على موقع Tapology.com (الإنجليزية)
- جبريل غونزاغا على موقع IMDb (الإنجليزية)
- جبريل غونزاغا على موقع قاعدة بيانات الفيلم (الإنجليزية)